# Somersby

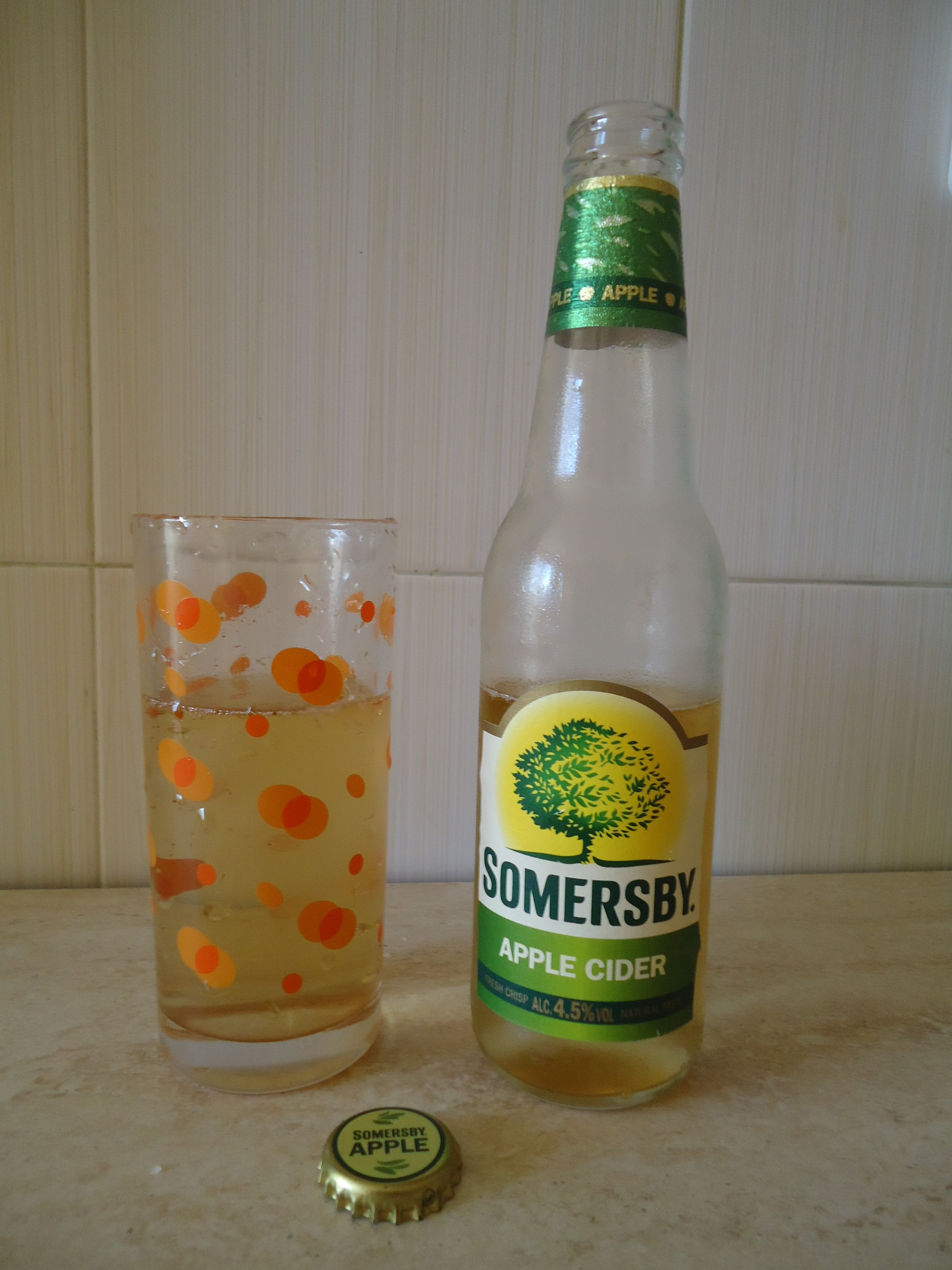
Склянка і пляшка з сидром Somersby

Somersby — бренд данської пивної компанії Carlsberg Group; яблучний сидр, що виготовляється в Україні компанією Carlsberg Ukraine з 2011. В Європі відомий вже понад три століття. В промислових масштабах почав випускатися з 2008 виключно для данського ринку. На даний час продається в понад 50-ти країнах світу та входить у десятку найбільших сидрових брендів світу. Попри схожість назви, не має нічого спільного із однойменним поселенням в Англії — Сомерсбі.

## Особливості
- В Україні сидр Somersby виготовляється виключно із яблучного соку шляхом природного бродіння без використання ароматизаторів та барвників (з 2016 року на українському ринку також з'явився Somersby зі смаком груші). Вміст алкоголю — 4,7 %. За даними Carlsberg Ukraine, для виготовлення 1 л сидру використовується сік 1 кг яблук.
- В інших країнах, окрім чистого яблучного сидру, бренд Somersby випускає також сидр із додаванням груш, ожини, журавлини, цитрусовий сидр, а також низькокалорійний яблучний сидр.
- Сидр Somersby випускається у скляній пляшці об'ємом 0,5 л, у пластиковій упаковці 1 л та у кегах на розлив.

## Частка ринку
Сидр Somersby — лідер українського ринку з часткою 77 % (дані AC Nielsen за результатами першого півріччя 2015).

## Apple Beer Drink
На відміну від традиційного розуміння сидру, в Польщі Carlsberg використовує бренд Somersby для напою, що має у своєму складі пиво (45 %) та яблучний напій (55 %). Оскільки це продукт не може бути класифікований як сидр, він продається як Apple Beer Drink (яблучний пивний напій).

## Нагороди Somersby
- 2014 — нагорода Effie Awards у категорії "Напої алкогольні і слабоалкогольні і «Запуск продукту»
- 2014 — висока нагорода XVII Міжнародного конкурсу пива
- 2015 — почесний кубок за найкращий дизайн XVIII Міжнародного конкурсу пива